# Piojó
Piojó es un municipio colombiano, ubicado en el departamento del Atlántico, en el norte de Colombia. 

## División político-administrativa
Además de su cabecera municipal, Piojó tiene bajo su jurisdicción los siguientes centros poblados:
- Aguas Vivas
- El Cerrito
- Hibácharo
- Villa Lata
- Playas de Punta Astilleros

## Historia
El municipio fue fundado mucho antes de la llegada de los españoles por los indígenas de la tribu mocaná, quienes después de fuerte resistencia se rindieron a los colonizadores. En la época de su descubrimiento por parte de los españoles, la región era regida por el cacique Phión, lo que dio origen al nombre actual. El 5 de junio de 1533 llegaron soldados al mando del capitán Francisco César, estableciéndose como la fecha de descubrimiento. Su primer encomendero fue don Juan de Torregrosa. En 1549 pasa esa encomienda a don Juan de Viloria y a doña Constancia de Herrera hasta 1651, año en el cual se le entregó a don Nicolás de las Heras Pantoja; éste a su vez la traspasó a una hermana suya y más tarde pasó a los religiosos de Santo Domingo que elevaron la población a parroquia. Después la recibió la Corona. En 1772 solamente se encontraban en ella 22 familias libres de indios y 25 esclavos. El gobierno había ordenado demolerla y agregar el terreno a Usiacurí, lo cual no se realizó.
El poblado fue elevado a municipio a través de la ley 17 del 11 de abril de 1905.

## Geografía
El territorio es relativamente quebrado y tiene las mayores elevaciones del departamento, destacándose el cerro de la Vieja con 533 m s. n. m. y que corresponden a las últimas prolongaciones de los montes de maria. En el municipio también se encuentran numerosos arroyos entre los cuales están el Arroyo Grande, Antón, Chiconavia, Capiro y Guacamayo.

## Economía
En la zona se desarrolla una economía de tipo agropecuaria, se cría el ganado vacuno y el porcino a menor escala y en la agricultura se destacan los cultivos de algodón, maíz, millo y yuca.

## Cultura
En el municipio de Piojó la principal celebración es la fiesta patronal de San Antonio de Padua, todos los 13 de junio de cada año, además, el Festival y Reinado Intermunicipal de la Palma Amarga, todos los lunes de carnaval, en el marco del carnaval de Barranquilla.

## Gastronomía
El plato típico del piojonero es basado en arroz de millo y sancocho de guandú, con el cual se prepara el plato más popular de esta región "El sancocho sancocho de guandú" no es más que sopa de granos que son cultivados en el mismo municipio por los agricultores.   
El arroz de millo por su parte es un grano cultivado en el municipio determinado para la alimentación humana y hace parte de varios procesos de cocción alimentaria para hacer productos totalmente comerciales.

## Servicios públicos
- Energía Eléctrica: Air-e, del grupo EPM, es la empresa prestadora del servicio de energía eléctrica.
- Gas Natural: Gases del Caribe es la empresa distribuidora y comercializadora de gas natural en el municipio.
- Agua: Triple A es la empresa prestadora del servicio de agua.